# Бергт, Вальтер
Вальтер Адольф Бергт  (нем. Walther Adolf Bergt; 16 июня 1864, Бургштедт — 28 февраля 1941, Лейпциг) — минералог и геолог; профессор университета в Лейпциге и Дрезденского технического университета.

## Биография
Вальтер Адольф Бергт родился в Бургштедте 16 июня 1864 года; в 1888 году он стал кандидатом наук в Лейпцигском университете. В 1899 году, в Дрездене, Бергт защитил диссертацию и стал доктором наук. С 1899 по 1905 год он, совместно с Эрнстом Кальковским, преподавал в Дрезденском техническом университете в качестве экстраординарного профессора, затем — с 1905 по 1914 — Бергт читал лекции в Лейпцигском университете. С 1906 года он возглавлял кафедру сравнительной географии в Этнологическом музее в Лейпциге (Museum für Völkerkunde zu Leipzig), который в 1907 год стал независимой организацией и был переименован в Институт региональной географии (Leibniz-Institut für Länderkunde).
Вальтер Бергт посвятил многие свои работы выставкам, связанным с поддержкой немецкого колониализма; в частности, он тесно сотрудничал с исследователем Африки Гансом Мейером. В своих исследованиях Бергт описывал геологию Колумбии, острова Мадейры и островов Зеленого Мыса. 11 ноября 1933 года Вальтер Бергт был среди более 900 ученых и преподавателей немецких университетов и вузов, подписавших «Заявление профессоров о поддержке Адольфа Гитлера и национал-социалистического государства».

## Работы
- Beitrag zur Petrographie der Sierra Nevada de Santa Marta und der Sierra de Perijá in Süd-Amerika, Diss. Leipzig 1888.
- Совместно с Richard Küch: Geologische Studien in der Republik Colombia, Berlin 1892—1893.
- Die älteren Massengesteine, krystallinen Schiefer und Sedimente, Geologische Studien in der Republik Columbia, Berlin 1899 (= Habil.)
- Совместно с Alphons Stübel: Der Vesuv : eine vulkanologische Studie für jedermann, Leipzig 1909.